# Madrid (Nouveau-Mexique)
Pour les articles homonymes, voir Madrid (homonymie).
Madrid est un village du Nouveau-Mexique de 204 habitants au recensement de 2010.

## Galerie photographique

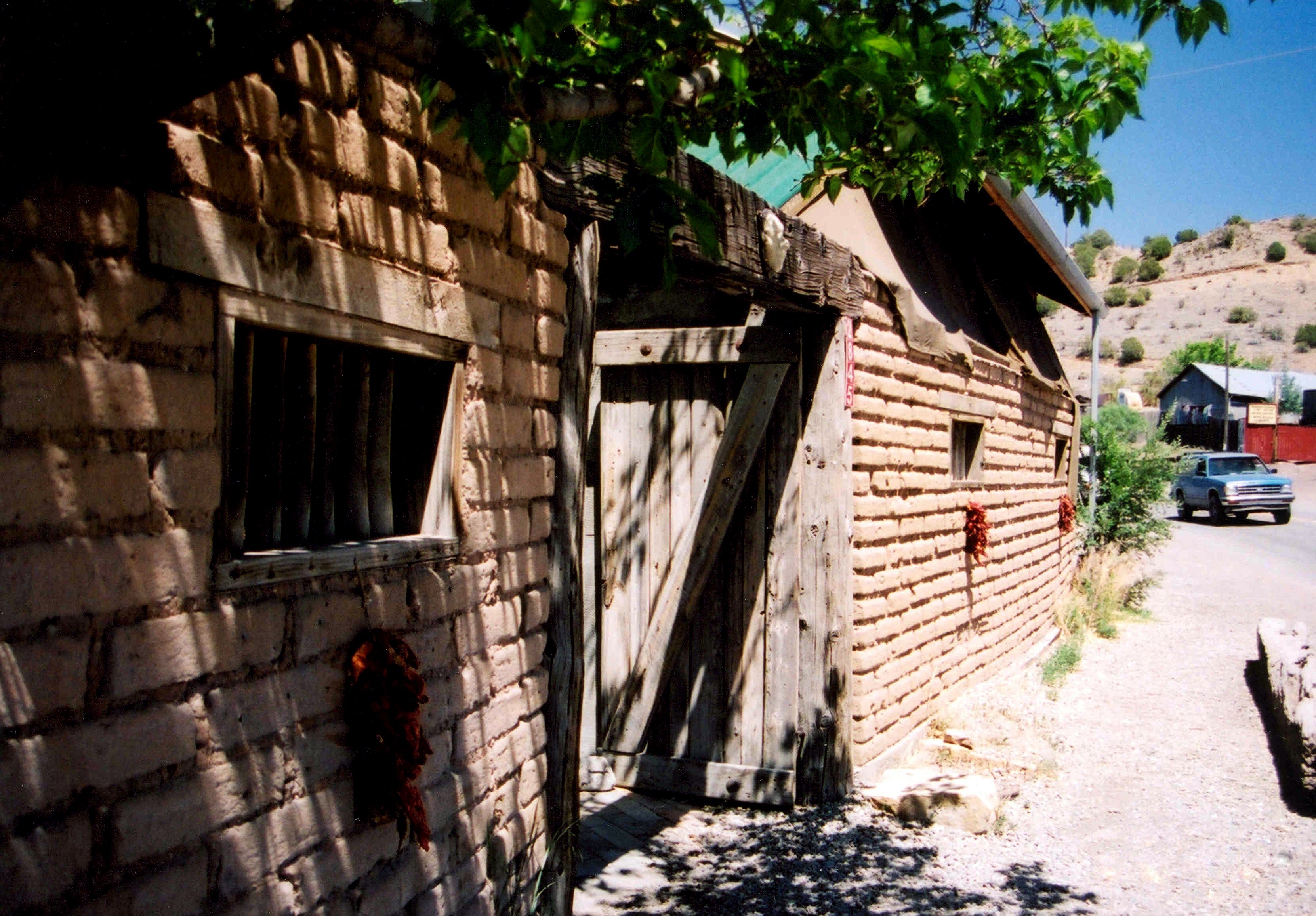
Murs en adobe
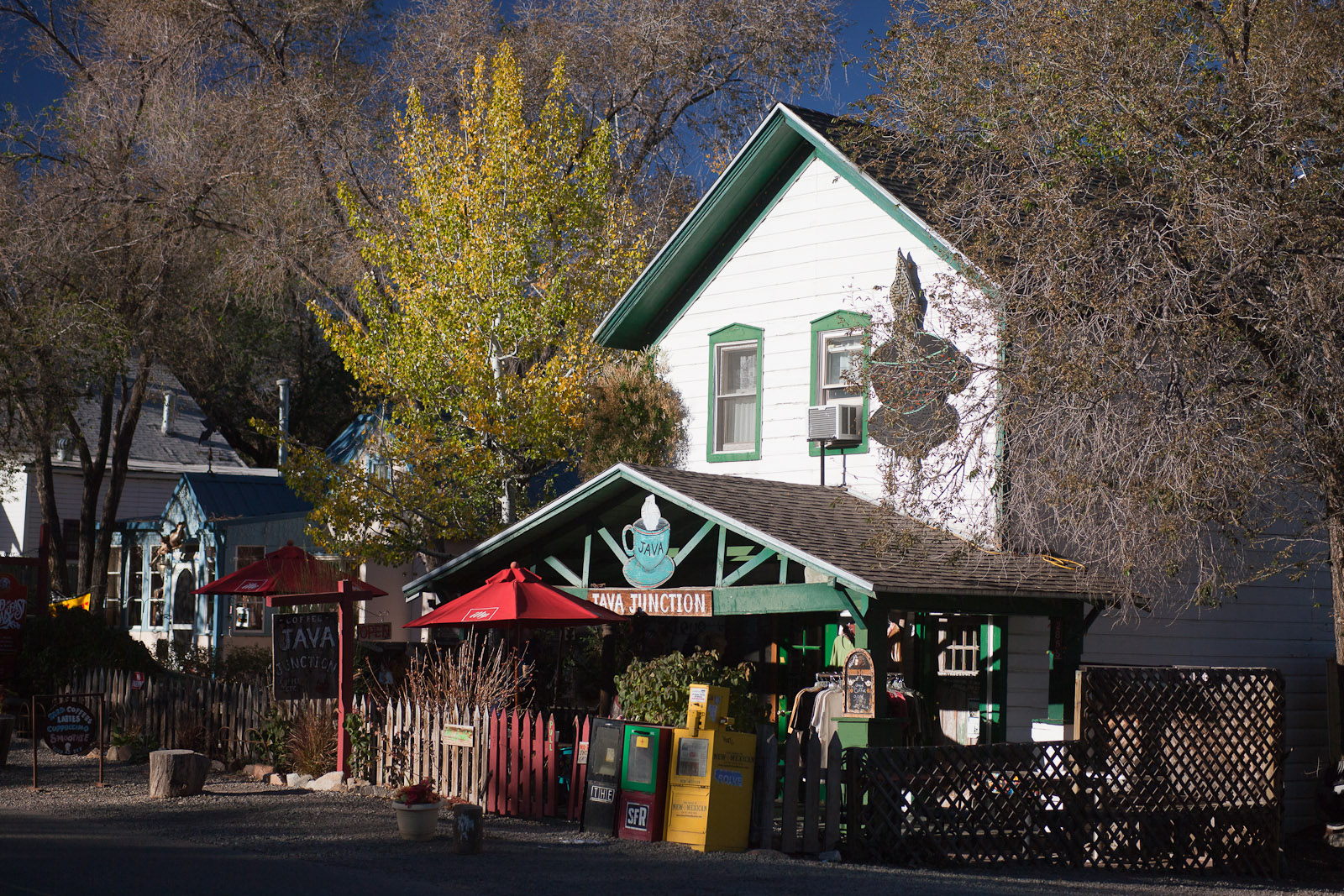
La chambre d'hôtes Java Junction
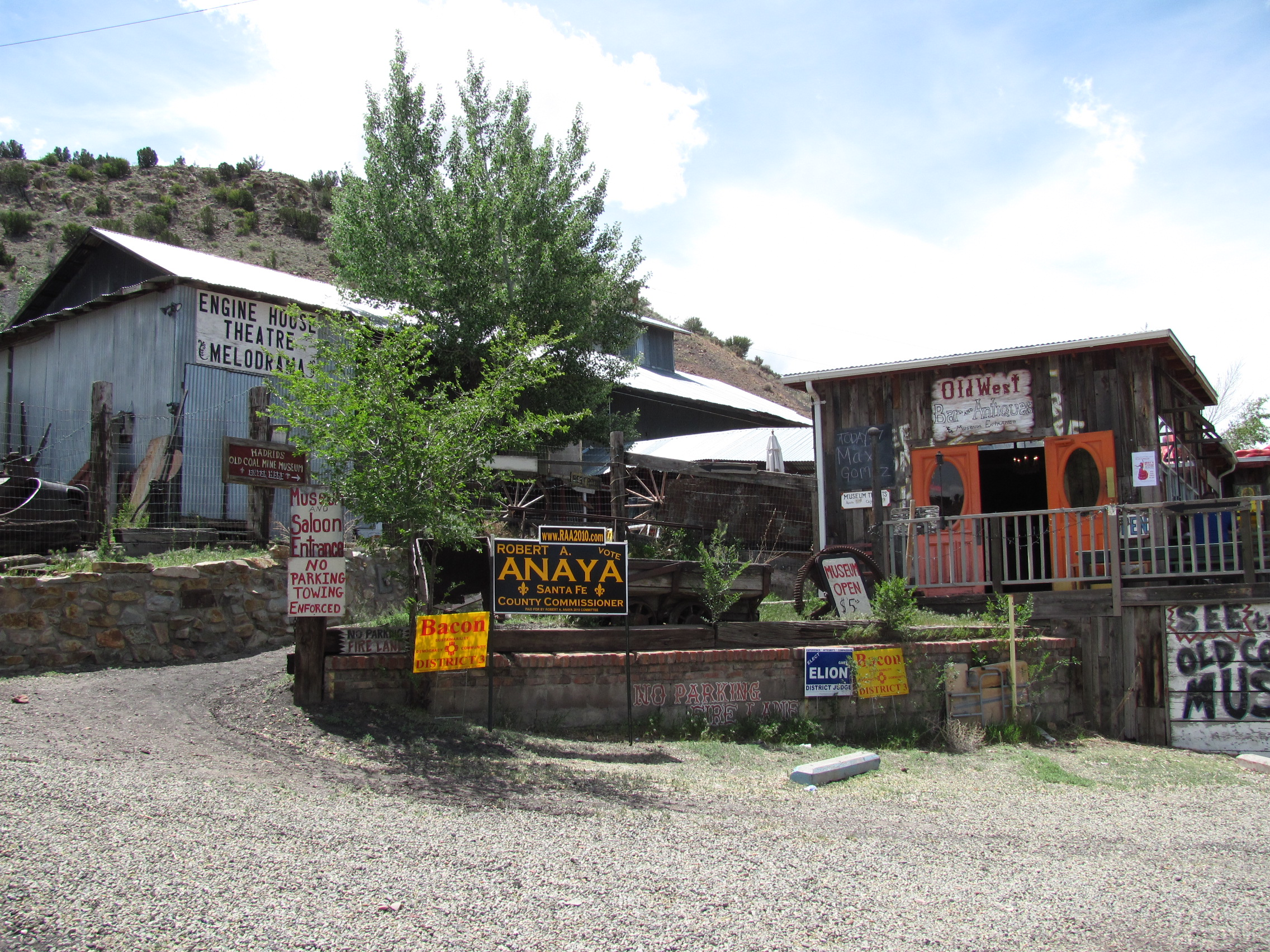
Le musée de la mine
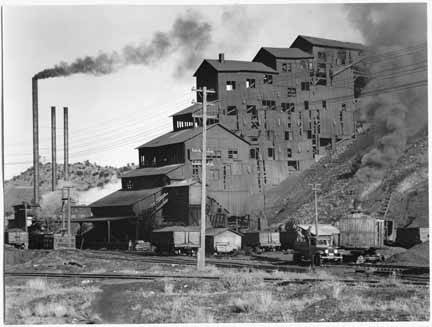
La mine de charbon en 1935

## Référence dans la fiction
L'action du film Bande de sauvages se déroule dans cette bourgade, tout comme pour le film documentaire Caiti Blues (en), réalisé par Justine Harbonnier.
Dans l’épisode 14 intitulé « seul au monde » de la saison 5 de la série breaking bad il est fait référence à ce village lorsque White prévoit une sortie familiale avec Skyler.